# 箱根山 (新宿区)
箱根山（はこねやま）は、東京都新宿区戸山二丁目にある、山手線内において一番標高が高い人造の山（築山）である。山頂にある水準点の標高は44.6メートルである。戸山公園内にあり、付近住民や行楽客の憩いの場所である。

## 概要
元々は、江戸時代の尾張藩徳川家の下屋敷時代に回遊式庭園「戸山荘」として整備された際に、池を掘った残土を積み上げ固めて造成された築山「玉円峰（ぎょくえんぽう）」と伝えられている。この地が陸軍戸山学校用地となった頃から「函根山」「箱根山」と呼ばれるようになった。
標高44.6メートル。麓との標高差は北麓・西麓で25m、一段高い東麓では10m程度で、北麓から登りはじめても約5分間で登頂することができる。箱根山のある戸山公園内のサービスセンターで登頂証明書を発行してもらえる。山頂にはベンチが設置されており、南西方向に西新宿の高層ビル群を望見できる。
2018年4月22日、初の「つつじまつり」が開催された。

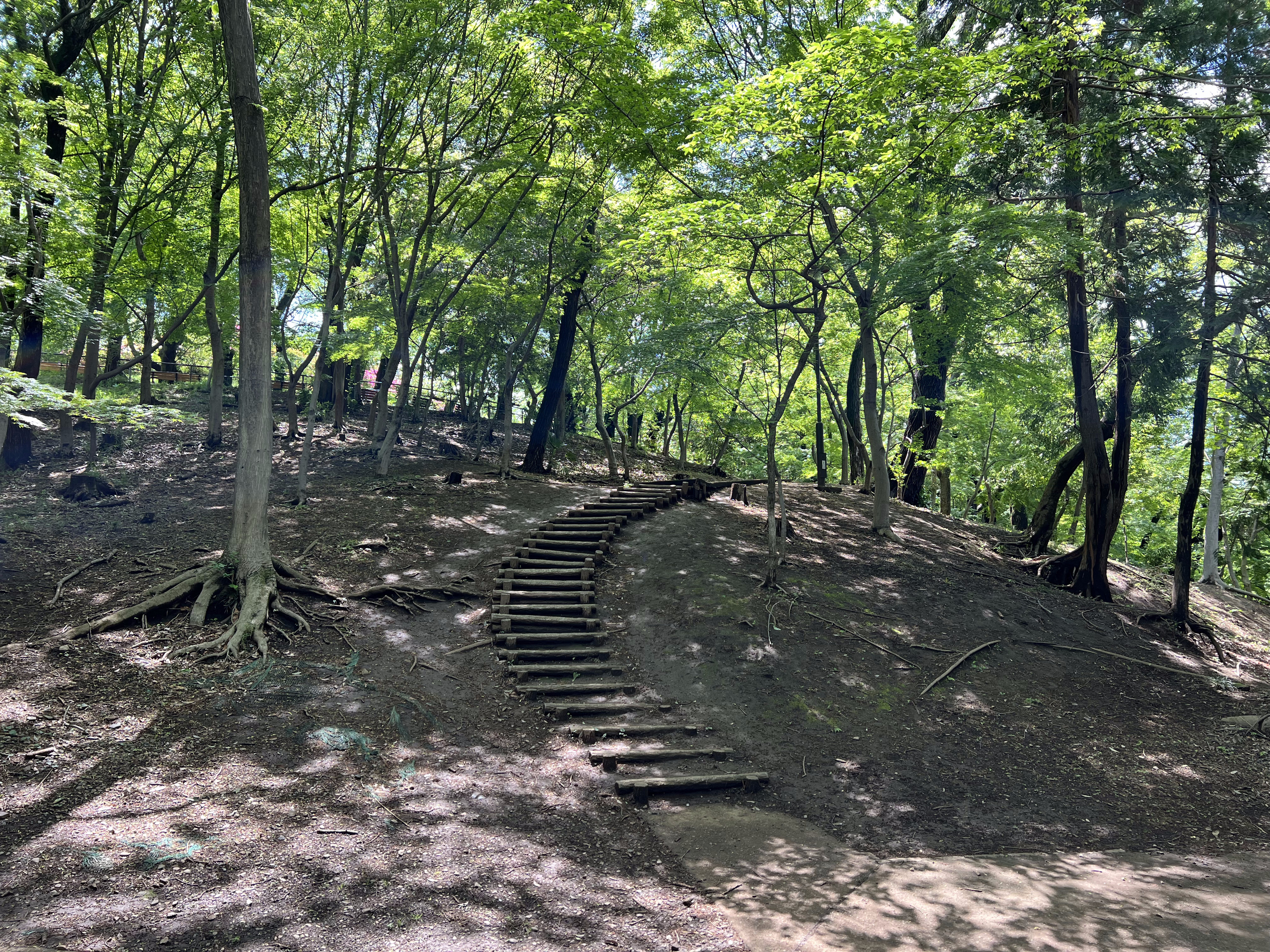
山の麓の登り口
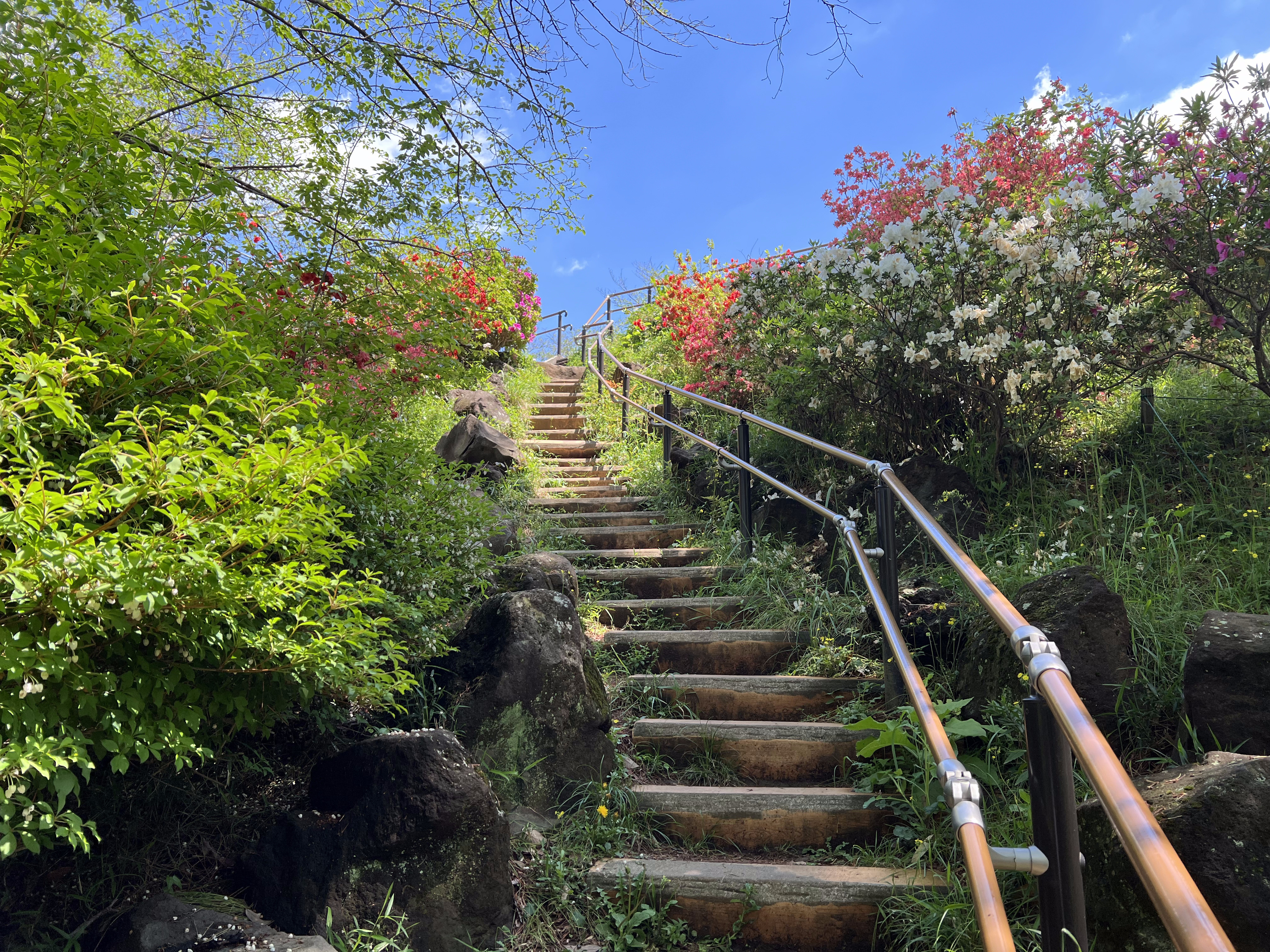
山頂への階段とツツジ
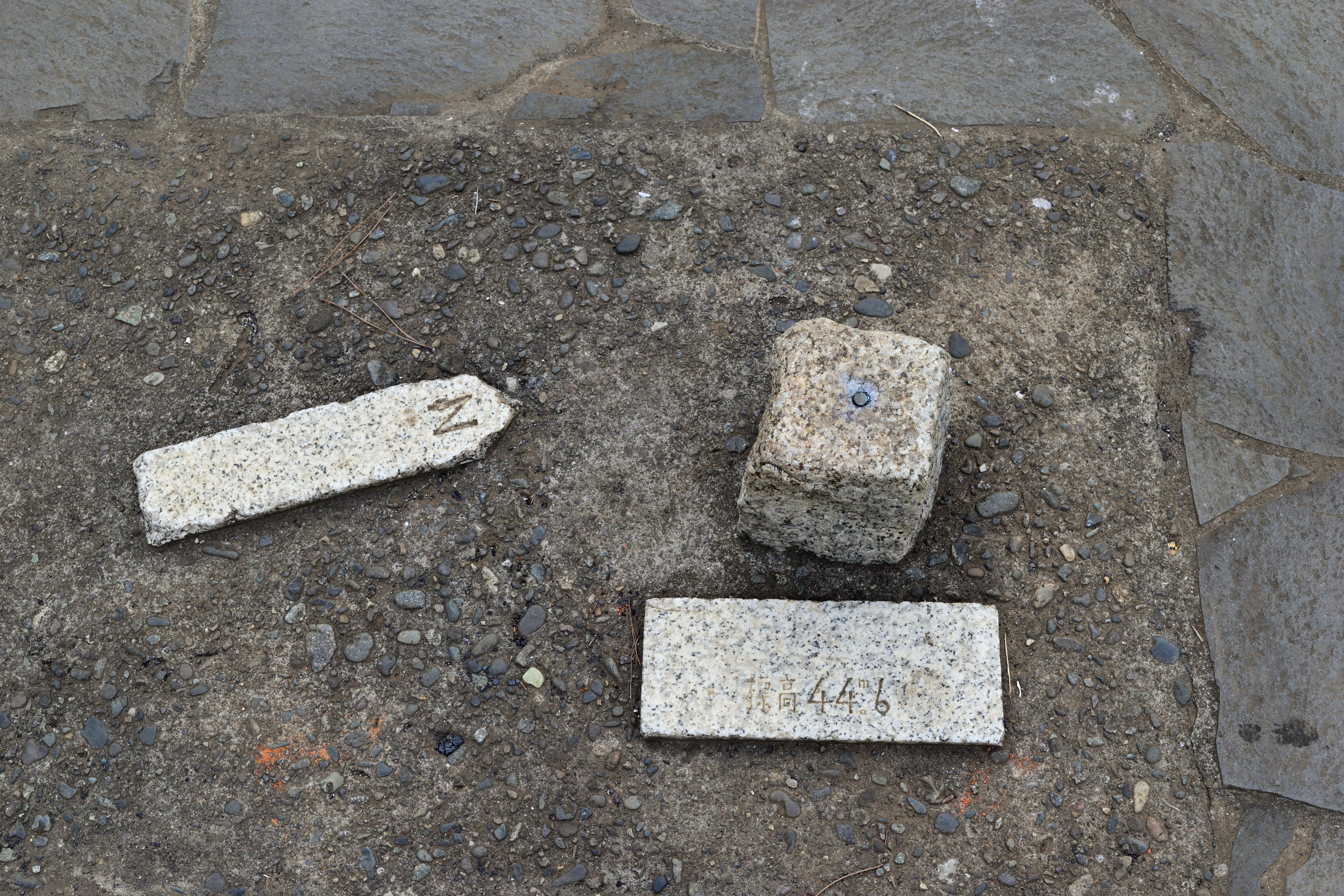
山頂の水準点

## ロケ
- 『北の国から'92巣立ち』 - 黒板純とタマコが最後のデートをした公園である。
- 『人造人間キカイダー』
- 『仮面ライダー』
- 『仮面ライダーV3』
- 『仮面ライダーX』
- 『仮面ライダーアマゾン』
- 『宇宙鉄人キョーダイン』
- 『秘密戦隊ゴレンジャー』
- 『仮面ノリダー』（『とんねるずのみなさんのおかげです』） - 「恐怖カルガモ男」の回で、戦闘シーンに使われた。
- 『セーラームーン』（実写版）
- 『タモリ倶楽部』 - 東京横断ウルトラクイズのロケ地。バラ撒きクイズが行われた。
- 『警視庁・捜査一課長2020』 - 第1話で殺人事件の遺体発見現場として登場。序盤に約10分以上にわたり現地で主人公らのやり取りの場面が放映された[7]。